# Rush County (Indiana)
Rush County ist ein County im Bundesstaat Indiana der Vereinigten Staaten. Der Verwaltungssitz (County Seat) ist Rushville.

## Geographie
Das County liegt im mittleren Südosten von Indiana und hat eine Fläche von 1058 Quadratkilometern, wovon ein Quadratkilometer Wasserfläche ist. Es grenzt im Uhrzeigersinn an folgende Countys: Henry County, Fayette County, Franklin County, Decatur County, Shelby County und Hancock County.

## Geschichte
Rush County wurde am 31. Dezember 1821 als Original-County aus freiem Territorium gebildet. Benannt wurde es nach Benjamin Rush, einem Arzt im Amerikanischen Unabhängigkeitskrieg.

### Historische Objekte
- Nordöstlich von Rushville befindet sich die historische Smith Covered Bridge.
- In Moscow steht das historische James F. Harcourt House. Es wurde 1989 vom NRHP als Denkmal aufgenommen (NRHP-ID 89001412).

Insgesamt sind 24 Bauwerke und Stätten des Countys im National Register of Historic Places eingetragen (Stand 4. September 2017).

## Demografische Daten
Nach der Volkszählung im Jahr 2000 lebten im Rush County 18.261 Menschen in 6923 Haushalten und 5046 Familien. Die Bevölkerungsdichte betrug 17 Einwohner pro Quadratkilometer. Ethnisch betrachtet setzte sich die Bevölkerung zusammen aus 97,69 Prozent Weißen, 0,60 Prozent Afroamerikanern, 0,16 Prozent amerikanischen Ureinwohnern, 0,47 Prozent Asiaten, 0,02 Prozent Bewohnern aus dem pazifischen Inselraum und 0,25 Prozent aus anderen ethnischen Gruppen; 0,82 Prozent stammten von zwei oder mehr Ethnien ab. 0,50 Prozent der Bevölkerung waren spanischer oder lateinamerikanischer Abstammung.
Von den 6923 Haushalten hatten 34,3 Prozent Kinder unter 18 Jahre, die mit ihnen im Haushalt lebten. 60,8 Prozent waren verheiratete, zusammenlebende Paare, 8,4 Prozent waren allein erziehende Mütter und 27,1 Prozent waren keine Familien. 23,3 Prozent waren Singlehaushalte und in 11,3 Prozent lebten Menschen mit 65 Jahren oder darüber. Die Durchschnittshaushaltsgröße betrug 2,60 und die durchschnittliche Familiengröße lag bei 3,06 Personen.
26,7 Prozent der Bevölkerung waren unter 18 Jahre alt, 7,5 Prozent zwischen 18 und 24, 28,9 Prozent zwischen 25 und 44 Jahre. 22,2 Prozent zwischen 45 und 64 und 14,8 Prozent waren 65 Jahre alt oder älter. Das Durchschnittsalter betrug 37 Jahre. Auf 100 weibliche Personen kamen 96,6 männliche Personen. Auf 100 Frauen im Alter von 18 Jahren und darüber kamen 93,2 Männer.
Das jährliche Durchschnittseinkommen eines Haushalts betrug 38.152 USD, das Durchschnittseinkommen der Familien 42.633 USD. Männer hatten ein Durchschnittseinkommen von 32.491 USD, Frauen 22.101 USD. Das Prokopfeinkommen betrug 17.997 USD. 5,5 Prozent der Familien und 7,3 Prozent der Bevölkerung lebten unterhalb der Armutsgrenze.

## Orte im County
- Arlington
- Boyd
- Carthage
- Circleville
- Fairview
- Falmouth
- Farmers
- Farmington
- Gings
- Glenwood
- Gowdy
- Henderson
- Homer
- Manilla
- Mauzy
- Mays
- Milroy
- Moscow
- New Salem
- Occident
- Raleigh
- Richland
- Rushville
- Sexton
- Williamstown

Townships
- Anderson Township
- Center Township
- Jackson Township
- Noble Township
- Orange Township
- Posey Township
- Richland Township
- Ripley Township
- Rushville Township
- Union Township
- Walker Township
- Washington Township